# Иванковка
Ива́нковка (каз. Иванковка) — село в Буландынском районе Акмолинской области Казахстана. Входит в состав Ергольского сельского округа. Код КАТО — 114037300.

## География
Село расположено в центральной части района, на берегу реки Жолболды, на расстоянии примерно 45 километров (по прямой) к юго-западу от административного центра района — города Макинск, в 13 километрах к юго-востоку от административного центра сельского округа — аула Токтамыс.
Абсолютная высота — 322 метров над уровнем моря.
Ближайшие населённые пункты: село Капитоновка — на юге, аул Токтамыс — на северо-западе, село Вознесенка — на северо-востоке.
С восточной стороны села проходит автодорога областного значения КС-1 «Жалтыр — Макинск».

## Население
В 1989 году население села составляло 579 человек (из них русские — 69%).
В 1999 году население села составляло 402 человека (190 мужчин и 212 женщин). По данным переписи 2009 года, в селе проживал 331 человек (169 мужчин и 162 женщины).
| Численность населения | Численность населения | Численность населения |
| 1989                  | 1999                  | 2009                  |
| --------------------- | --------------------- | --------------------- |
| 579                   | ↘402                  | ↘331                  |

## Улицы[5]
- ул. Маншук Маметовой
- ул. Набережная
- ул. Степная